# Guallatiri
Guallatiri je stratovulkán andezitovo-ryolitového složení, nacházející se na severu Chile, nedaleko hranic s Bolívií. Vrchol sopky je tvořen lávovým dómem, komplexem lávových proudů dacitového složení a je trvale zaledněný. Aktivní krátery a sopouchy se nacházejí na jižním okraji vrcholového komplexu. Další lávové proudy se nacházejí na severním a západním svahu sopky. Sopka v 19. století několikrát eruptovala, vždy se jednalo o menší explozivní erupce. V okolí kráterů a na západním svahu jsou aktivní fumaroly.